# The Thing About Pam
The Thing About Pam è un miniserie televisiva statunitense del 2022. Basata sui fatti legati all'omicidio di Betsy Faria nel 2011 e il processo a Pam Hupp, la miniserie è stata prodotta e distribuita dalla NBC.

## Trama
Troy, 2011. Betsy Faria, malata terminale di cancro, viene ritrovata morta nella casa che divide col marito Russ. Quello che sembrava essere un suicidio si rivela essere un efferato omicidio, di cui Russ viene ritenuto colpevole, arrestato e condannato. L'avvocato Joel Schwartz, insieme a una giornalista di Dateline NBC, ricostruisce la storia del delitto, scagionando Russ e adducendo prove contro Pam Hupp, la migliore amica della vittima e l'ultima persona ad averla vista viva.

## Episodi
| Stagione       | Episodi | Prima TV originale | Prima TV Italia |
| -------------- | ------- | ------------------ | --------------- |
| Prima stagione | 6       | 2022               | 2022            |

## Personaggi e interpreti
- Pam Hupp, interpretata da Renée Zellweger, doppiata da Giuppy Izzo.
- Joel Schwartz, interpretato da Josh Duhamel, doppiato da Riccardo Rossi.
- Leah Askey, interpretata da Judy Greer, doppiata da Tiziana Avarista.
- Mariah Day, Gideon Adlon.
- Mark Hupp, interpretato da Sean Bridgers, doppiato da Sandro Acerbo.
- Janet, interpretata da Suanne Spoke, doppiata da Cinzia De Carolis.
- Detective McCarrick, interpretato da Mac Brandt, doppiato da Stefano Thermes.
- Betsy Faria, interpretata da Katy Mixon, doppiata da Emanuela Damasio.
- Russ Faria, interpretato da Glenn Fleshler, doppiato da Simone Mori.

## Produzione
Il 19 maggio 2020 è stato annunciato che la NBC avrebbe prodotto una miniserie basata sull'omicidio di Betsy Faria, sul reportage realizzato da Dateline al riguardo e sull'omonimo podcast. Il 4 febbraio 2021 è stato confermato che Renée Zellweger avrebbe interpretato la protagonista Pam.

## Distribuzione
La miniserie è stata trasmessa sulla NBC tra l'8 marzo e il 12 aprile 2022, mentre in Italia è stata portata sul piccolo schermo da Top Crime dal 4 al 18 ottobre 2022 e poi riproposta su Canale 5 dal 10 al 19 gennaio 2023.